# 야와타촌 (히로시마현 후타미군)
야와타촌(八幡村)은 일본 히로시마현 후타미군에 설치되었던 촌이다. 현재의 미요시시의 일부에 해당한다.